# Spiraltrappan
Spiraltrappan (engelska: The Spiral Staircase) är en amerikansk psykologisk skräckfilm från 1945 i regi av Robert Siodmak. Manuset skrevs av Mel Dinelli efter boken Some Must Watch av Ethel Lina White. Filmen hade premiär i USA i december 1945, men i övriga länder dröjde premiären till 1946–1947. Vissa databaser anger 1946 som premiärår, och på Oscarsgalan 1947 räknades den som en film från 1946. Ethel Barrymore nominerades till en Oscar för bästa kvinnliga biroll, men vann ej.

## Handling
1900-talets första år. Den stumma Helen arbetar hos Mrs. Warren i dennas stora residens. En mördare går lös som verkar rikta in sig på kvinnor med funktionshinder, och när en kvinna mördas i Warrens hus går Helen inte säker.

## Om filmen
Filmen hade svensk premiär den 30 september 1946 på biograf Skandia vid Drottninggatan i Stockholm.

## Rollista i urval
- Dorothy McGuire – Helen
- George Brent – professor Warren
- Ethel Barrymore – Mrs. Warren
- Kent Smith – Dr. Parry
- Rhonda Fleming – Blanche
- Gordon Oliver – Steve Warren
- Elsa Lanchester – Mrs. Oates
- Sara Allgood – Barker, sköterska
- Rhys Williams – Mr. Oates